# St. Marien (Burlo)
Koordinaten: 51° 54′ 22″ N, 6° 46′ 42″ O

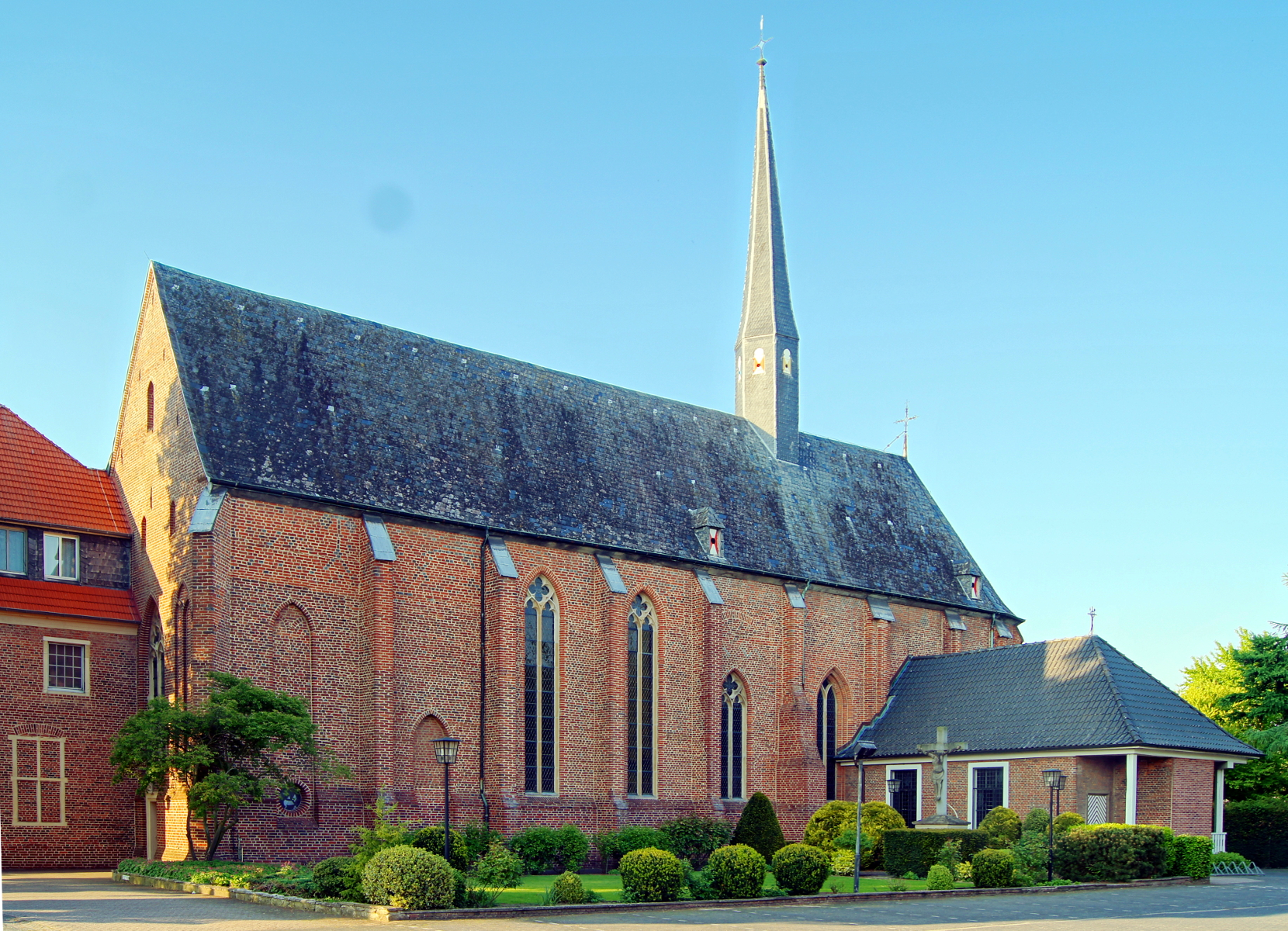
St. Marien

Die Kirche St. Marien in Burlo steht im gleichnamigen Ortsteil der Kreisstadt Borken in Nordrhein-Westfalen und ist die Klosterkirche der Oblatenniederlassung Burlo und Schulkirche des Gymnasiums Mariengarden. Bis zur Zusammenlegung der Pfarreien von Burlo, Weseke und Borkenwirthe zur Pfarrei St. Ludgerus am 13. Juli 2013 diente sie den Burloer Katholiken als Pfarrkirche. An den Kirchbau schließen sich die Kloster- und Schulgebäude an. St. Marien war bzw. ist Klosterkirche der Wilhelmiten, Zisterzienser und seit 1921 der Hünfelder Oblaten. Sie steht unter dem Patrozinium des Festes Mariä Himmelfahrt.

## Baugeschichte

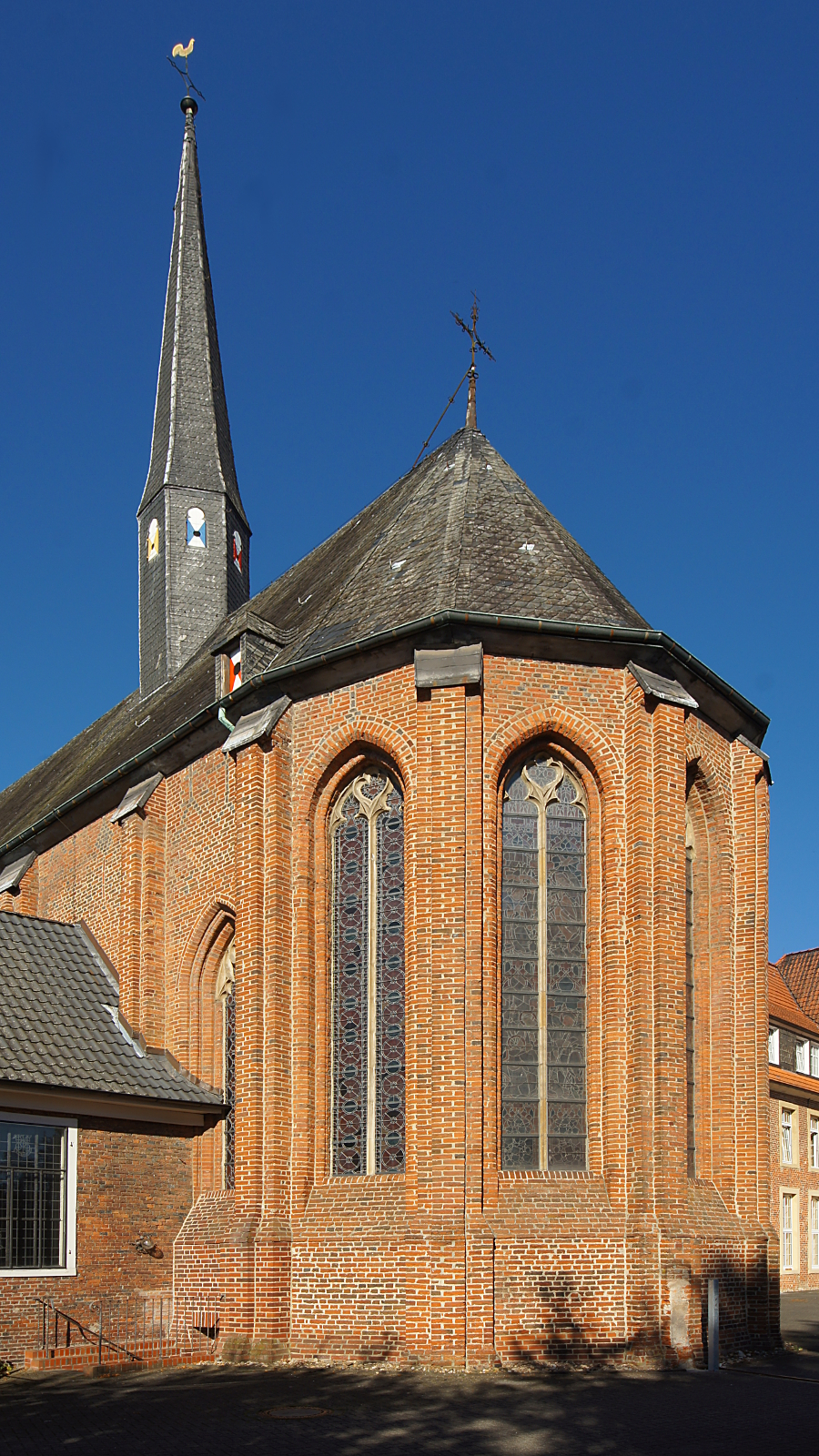
Außenansicht vom Chor

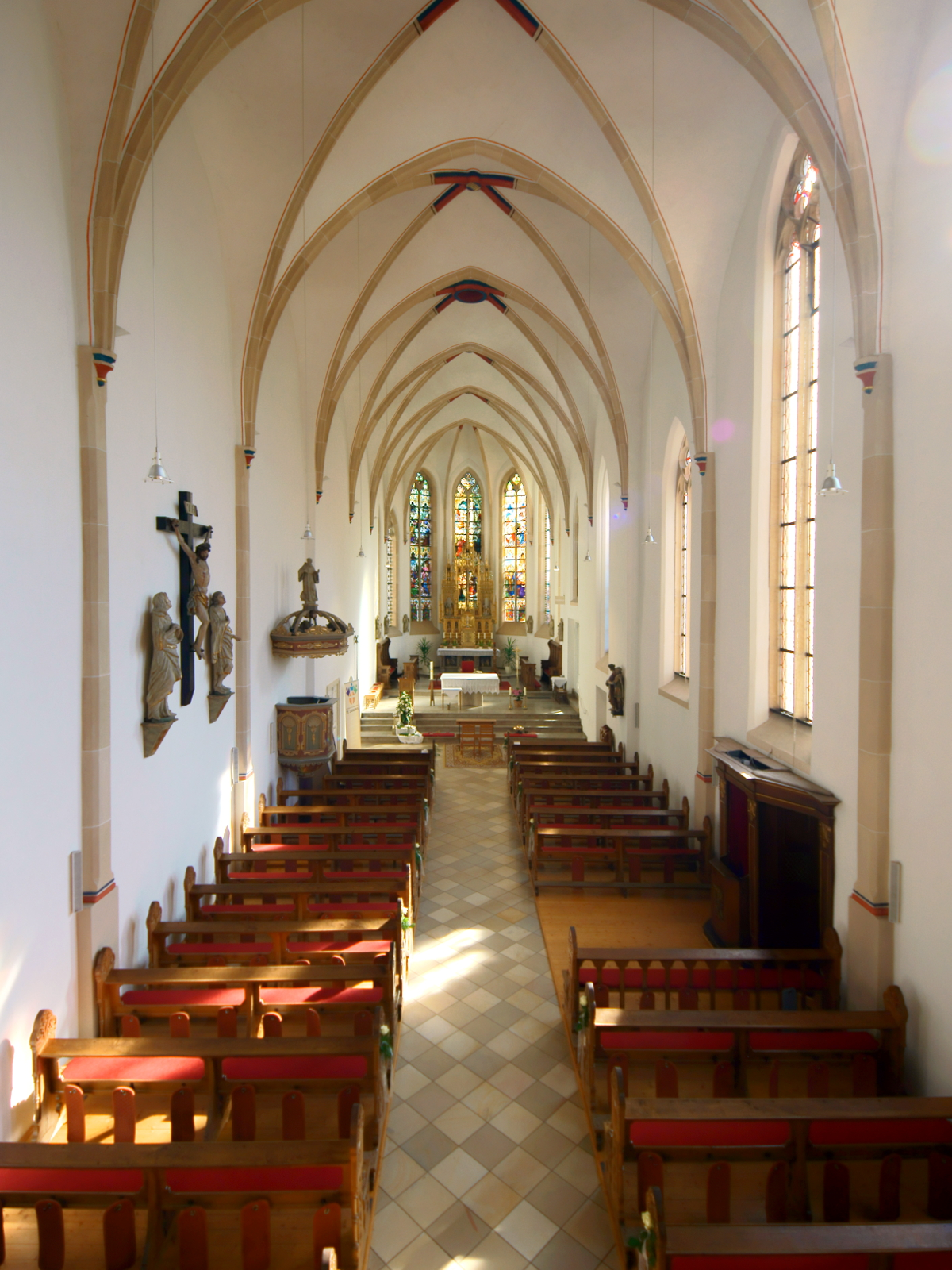
Blick von der Orgelbühne

Eine erste Kapelle, von der keine Spuren erhalten sind, war das 1242 erstmals urkundlich erwähnte Oratorium eines Einsiedlers namens Siegfried („Siffrid“), der – ohne Anschluss an einen Orden – um 1220 nach Burlo kam. 1245 ließen sich die bereits erwähnten Wilhelmiten dort nieder. Der größte Teil der heute bestehenden Kirche entstand wohl in der wilhelmitischen Zeit um oder vor 1300. Diesem Bauabschnitt dürften die niedrigeren Chorfenster entstammen.
1448 kam (Groß-)Burlo an die Zisterzienser und wurde ein Ableger des Klosters Kamp. Die Zisterzienser erweiterten die Kirche beträchtlich. Dazu gehörte die deutlich sichtbare Erhöhung des Mauerwerkes im Westteil des Gotteshauses und vermutlich auch eine Einwölbung der zuvor flach gedeckten Kirche. Die These, allein der Chor stamme von 1300 und die fünf westlichsten Joche von 1474, kollidiert mit dem Sachverhalt, dass die Formen der Blendfenster im Westteil stilistisch nicht in diese späte Entstehungszeit passen. Eine weitere Erforschung der Baugeschichte hinsichtlich der unterschiedlichen Mauerstärken und voneinander abweichenden Strebepfeilerformen bzw. Wandstützen des Innenraumes steht aus. Das Kirchweihfest wurde am 1. Oktober 1474 begangen.
Nach den Zerstörungen im Dreißigjährigen Krieg wurde die Kirche wiederhergerichtet. Sie erhielt einen neuen Hochaltar und zwei Seitenaltäre (Wiederweihe 1682).
Nachdem Mariengarden 1803 säkularisiert wurde, übernahmen ab 1921 die Hünfelder Oblaten das Kloster. 1951 erwarben sie die ursprünglich nur gepachtete Kirche. 1958 erweiterten sie die Kirche um eine Beichtkapelle, die an die Nordseite des Chores angebaut wurde. Ursprünglich war der als Marienkapelle gestaltete Anbau räumlich vom Haupthaus getrennt und über einen schmalen Treppenaufgang mit diesem verbunden. Heute erlaubt ein großer Durchbruch den Besuchern der Kapelle freie Sicht auf den Altarraum der Kirche.
1967 wurde die Kirche renoviert und erhielt einen neuen Altar. Der Außenputz wurde abgeschlagen und der dahinter verborgene Feldbrandstein kam damit wieder zum Vorschein.

## Baubeschreibung

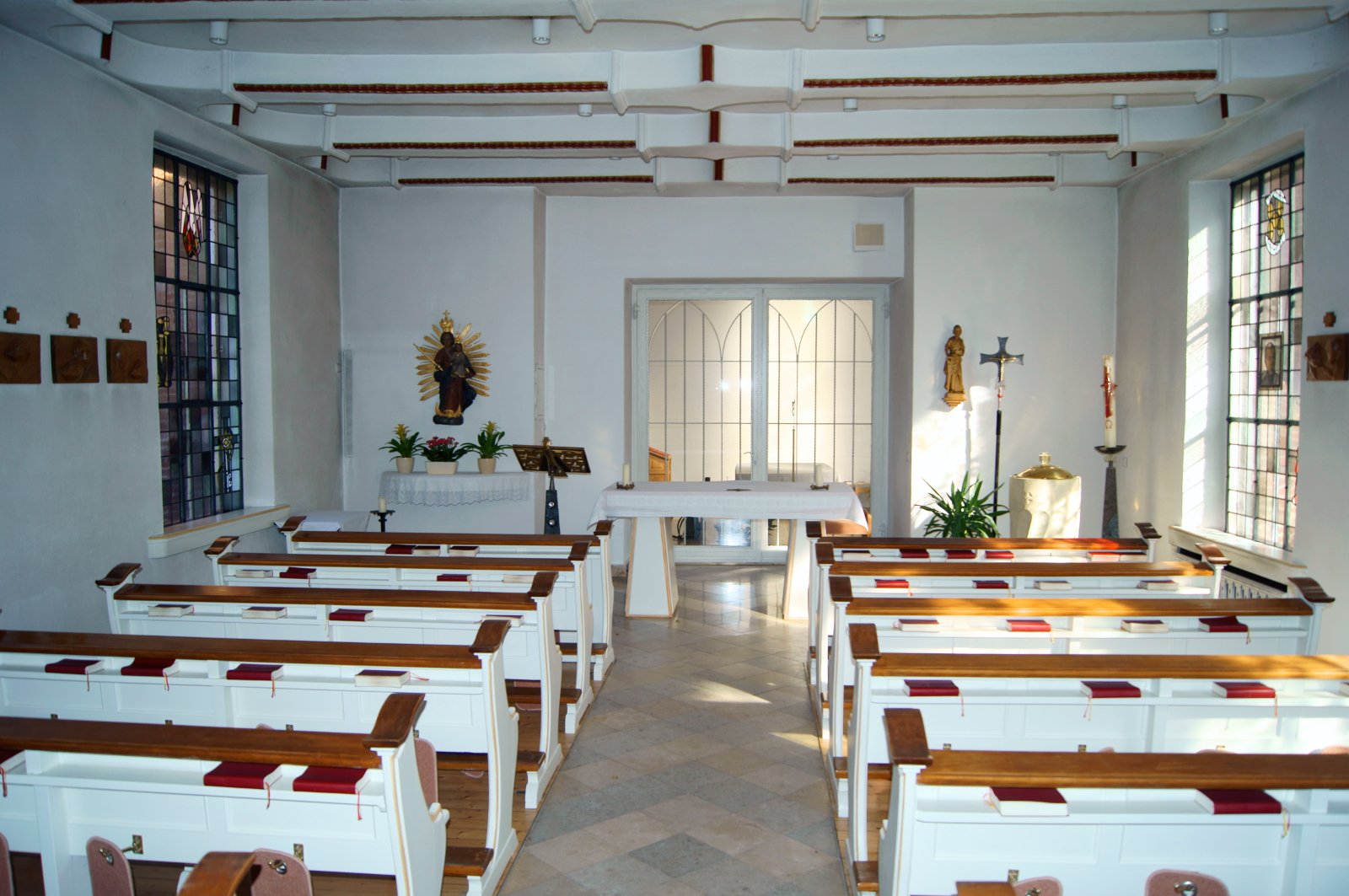
Beichtkapelle

Die Klosterkirche ist eine trotz mehrerer Bauphasen in sich einheitlich geschlossene Saalkirche aus rotem Backstein von acht Jochen und einem 5/10-Chorabschluss. Der Innenraum misst bei einer Breite von 7,40 Meter im Ost- und 7,85 Meter im Westteil 39 Meter in der Länge. Die Innenhöhe beträgt etwa zwölf Meter. Als Glockenturm existiert ein sechseckiger Dachreiter, der in seinem Innern zwei Glocken aus den Jahren 1631 und 1643 trägt. Die Kreuzgratgewölbe sind stark gebust und die Wandvorlagen des Inneren dabei gering ausgeprägt. Die Schlusssteine über dem 7. und 8. Joch tragen die Monogramme „ihs“ und „ma“. Das Äußere gliedern lediglich die Strebepfeiler; geringer Einsatz von Zierziegeln in Form von Kreuzen o. ä. lockern in den neueren Bauteilen diese ein wenig auf. Über dem rechtwinkligen Westportal befinden sich eine Muttergottes und ein sandsteinernes dreibahniges Maßwerkfenster. Aus Sandstein sind auch die Maßwerke der anderen Fenster. Unter der Beichtkapelle befindet sich das Coemeterium novum, eine ostseitig von außen zugängliche Gruft mit Kreuzgewölbe und 42 Sargnischen, die seit 1752 in Gebrauch war.

## Ausstattung
- Die gotische, aus Eichenholz gefertigte Sakristeitür ist mit rechteckigen Kassetten (mit runder Umschnitzung) verziert. Sie stammt vermutlich aus der Zeit um 1500. Die 1,98 Meter und 83 cm breite Tür ist oben mit den nebeneinander stehenden Monogrammen „ihs“ (Jesus) und „ma“ (Maria) verziert.[4]
- Madonna mit Kind, spätes 16. Jahrhundert, aus Süddeutschland in der Beichtkapelle von 1958.
- An der Südwand eine „Ecce Homo“-Darstellung, vermutlich der Rest eines Passionsaltares (frühes 17. Jahrhundert).
- Die Kanzel aus der ersten Hälfte des 17. Jahrhunderts befindet sich an der fensterlosen Nordwand. Auf dem Schalldeckel befindet sich eine Figur, die einen Zisterzienser (möglicherweise den Heiligen Bernhard von Clairvaux) darstellt.[5]
- Im Chorraum befinden sich sechs hölzerne Heiligenfiguren, deren Entstehungszeit auf ca. 1700 geschätzt wird. Sie stellen Maria Magdalena (mit Totenschädel), die Heilige Barbara (Turm), den Heiligen Wigbert (Traube und Weinfass), Robert von Molesme (Mitbegründer der Zisterzienser, mit Kirche), Katharina von Siena (Palmzweig und Kreuz) sowie die Gertrud von Helfta (mit glühendem Herzen und Kreuz) dar.[6]
- Die aus Weichholz gefertigte Pietà unter der Orgelempore beim Haupteingang stammt aus dem 18. Jahrhundert.
- An der zentralen Nordwand ist eine Kreuzigungsgruppe angebracht, die vom ehemaligen Hochaltar stammt und aus der zweiten Hälfte des 18. Jahrhunderts ist.
- Der neugotische Hochaltar (Ende 19. Jahrhundert), mit marianischen Szenen, kommt angeblich aus Bonn-Endenich. Dahinter die Chorfensterverglasung mit ebenfalls marianischen Themen stammt aus dem späten 19. Jahrhundert[7] und wurde 1949 renoviert.
- Älteres Chorgestühl (Historismus?).
- Das „Hahnen-“ und das „Michaelsfenster“ wurden 1953 von Georg Meistermann geschaffen.[8]

### Orgel
Auf der Empore mit historischer Brüstung befindet sich die 1983 fertiggestellte Orgel aus der Werkstatt von Franz Breil aus Dorsten. Eine Reparatur des maroden Vorgängerinstruments lohnte Ende der 1970er Jahre nicht mehr. In der neuen Orgel wurden knapp 1500 Pfeifen in 22 Registern verbaut. Das Instrument wurde 2007 gereinigt und klanglich neu eingestellt.
| I Hauptwerk C–g3 |       |
| Prinzipal        | 8′    |
| Rohrflöte        | 8′    |
| Oktave           | 8′    |
| Gedackt          | 8′    |
| Nasad            | 2 ⁄3′ |
| Superoktave      | 2′    |
| Mixtur IV        | 1 ⁄3′ |
| Trompete         | 8′    |

| II Schwellwerk C–g3 |       |
| Spitzgambe          | 8′    |
| Metallgedackt       | 8′    |
| Prinzipal           | 4′    |
| Blockflöte          | 4′    |
| Prinzipal           | 2′    |
| Quinte              | 1 ⁄3′ |
| Sesquialter II      | 2 ⁄3′ |
| Zimbel III          | 1⁄2′  |
| Rohrschalmey        | 8′    |

| Pedalwerk C–f1 |     |
| Subbass        | 16′ |
| Prinzipal      | 8′  |
| Gedacktbass    | 8′  |
| Piffaro II     | 4′  |
| Fagott         | 16′ |

- Koppeln: II/I, I/P, II/P